# Kita-Nijūyo-Jō (metropolitana di Sapporo)
Kita-Nijūyo-Jō (北24条駅?, Kita-Nijūyo-Jō-eki) (N03) è una stazione della metropolitana di Sapporo situata nel quartiere di Kita-ku, a Sapporo, Giappone. Fino al 1978 la stazione è stata il capolinea nord della linea, prima dell'estensione verso Asabu.

## Struttura
La stazione è costituita da un marciapiede a isola centrale con due binari passanti al centro in sotterranea e così utilizzati:
| 1 | Linea Namboku | per Sapporo, Ōdōri e Makomanai |
| 2 | Linea Namboku | per Asabu                      |

## Stazioni adiacenti
| «               | Servizio      | »               |
| Linea Namboku   | Linea Namboku | Linea Namboku   |
| --------------- | ------------- | --------------- |
| Kita-Sanjūyo-Jō | Locale        | Kita-Jūhachi-Jō |